# 小野寺祐太
小野寺 祐太（おのでら ゆうた、1990年3月12日 - ）は、日本中央競馬会 (JRA) 栗東トレーニングセンター所属の騎手。

## 来歴
宮城県出身。競馬とは無縁の家庭で育ったが、中学時代に競馬好きの同級生から影響を受け、ゲームや雑誌で競馬にハマり騎手を志した。
競馬学校に2度目の受験で合格。25期生で、同期には国分恭介・国分優作・松山弘平・丸山元気がいる。座右の銘は「日進月歩」、目標とする騎手は岩田康誠としていた。
伊藤正徳厩舎に所属し、2009年3月1日、中山競馬場第5レースでデビュー。エアダーミに騎乗し5着だった。同年3月29日、中山競馬場第5レースでキングヴィオラに騎乗し、13戦目で初勝利を挙げた。同期で勝利を挙げたのは松山に続き2人目。
デビュー2年目の2010年には伊藤厩舎のネヴァブションが香港遠征し、師匠から指名を受け現地で調教をつけた（レースで騎乗したのは兄弟子の後藤浩輝）。後藤について、「後藤さんは僕がデビューする時に腹帯とか鞍とか、必要な馬具を買い揃えてくれました。また、競馬のアドバイスは勿論、伊藤厩舎の馬が走るようにするため、僕やスタッフを誘って食事会をよく開いてくれました」と語っている。
2011年3月11日、小倉滞在時に東日本大震災が発生し、宮城の実家も被害を受けた。同年11月20日以来勝利から遠ざかっていたが、2015年1月18日の中山2レースでトーセンスパンキーに騎乗し3年2ヶ月ぶりに勝利し、「いつ以来の白星か忘れてました」とコメントした（最長間隔勝利は鈴木慶太の6年3ヶ月ぶり）。
騎乗馬確保のため2012年から障害競走にも騎乗を開始したがなかなか勝てず、2014年10月25・26日の福島では土日連続で落馬するなど苦しんだ。障害での初勝利は2015年7月19日であり、3年がかり（障害125戦目）でのものであったが、その前に同年4月18日に中山グランドジャンプでJGI初騎乗を障害未勝利のままで果たしている。
2016年7月17日の福島4レース障害3歳上未勝利で2番人気シゲルヒノクニに騎乗し勝利。2鞍目となった7レース3歳未勝利では5番人気セシルクラウンで勝利し、初めて1日で2勝を挙げた。
2014年から木村哲也厩舎に所属していたが2018年8月にフリーとなった。
2022年から栗東に活動拠点を移しており、同年5月25日から正式に栗東所属に変更することになった。その後も美浦からの騎乗依頼があるため、時間が許す限りは美浦での調教にも騎乗している。デビュー以来、重賞は5着が最高着順だったが、同年5月14日の京都ハイジャンプでは6番人気ワーウルフでタガノエスプレッソと半馬身差の2着となり重賞初連対。「惜敗でした。デビュー14年目での初重賞があと一歩のところで逃げていき、悔しくて仕方ありませんでした」と語り、その後、何度も重賞を勝つ夢を見るようになったという。
2023年3月11日の阪神スプリングジャンプでジェミニキングに騎乗し、12頭立て単勝10番人気ながら勝利し、デビュー15年目で重賞初勝利を飾った。レースが行われた3月11日は12年前に東日本大震災が発生した日で、「家族と連絡が取れたのは数日後。自分の誕生日前日に起きたのもあるし、忘れられない日。そういう日に勝てて感慨深いものがあります」と語っている。

## エピソード
- 同じ3月12日生まれの騎手に岩田康誠、細江純子、小林淳一、宮崎北斗がいる。
- 叔父に伊勢崎オートレース場所属のオートレーサー・清水卓がおり、当初はオートレーサーになりたかったという[8]。

## 主な騎乗馬
- ジェミニキング（2023年阪神スプリングジャンプ）

## 騎乗成績
- 騎手情報/JRA[1]

| 年度   | 平地競走 | 平地競走 | 平地競走 | 平地競走 | 平地競走 | 平地競走 | 平地競走 | 障害競走 | 障害競走 | 障害競走 | 障害競走 | 障害競走 | 障害競走 | 障害競走 |
| 年度   | 1着      | 2着      | 3着      | 騎乗数   | 勝率     | 連対率   | 複勝率   | 1着      | 2着      | 3着      | 騎乗数   | 勝率     | 連対率   | 複勝率   |
| ------ | -------- | -------- | -------- | -------- | -------- | -------- | -------- | -------- | -------- | -------- | -------- | -------- | -------- | -------- |
| 2009年 | 3        | 3        | 9        | 187      | .016     | .032     | .080     | -        | -        | -        | -        | -        | -        | -        |
| 2010年 | 9        | 11       | 17       | 351      | .026     | .057     | .105     | -        | -        | -        | -        | -        | -        | -        |
| 2011年 | 7        | 6        | 18       | 370      | .019     | .035     | .084     | -        | -        | -        | -        | -        | -        | -        |
| 2012年 | 0        | 0        | 0        | 45       | .000     | .000     | .000     | 0        | 0        | 0        | 25       | .000     | .000     | .000     |
| 2013年 | 0        | 0        | 0        | 20       | .000     | .000     | .000     | 0        | 1        | 0        | 36       | .000     | .028     | .028     |
| 2014年 | 0        | 2        | 0        | 61       | .000     | .033     | .033     | 0        | 0        | 1        | 29       | .000     | .000     | .034     |
| 2015年 | 1        | 0        | 0        | 70       | .014     | .014     | .014     | 1        | 5        | 5        | 53       | .019     | .113     | .208     |
| 2016年 | 1        | 0        | 0        | 24       | .042     | .042     | .042     | 2        | 4        | 5        | 69       | .029     | .087     | .159     |
| 2017年 | 0        | 1        | 0        | 20       | .000     | .050     | .050     | 4        | 5        | 4        | 52       | .077     | .173     | .250     |
| 2018年 | 0        | 0        | 0        | 4        | .000     | .000     | .000     | 2        | 1        | 3        | 41       | .049     | .073     | .146     |
| 2019年 | 0        | 0        | 1        | 3        | .000     | .000     | .333     | 4        | 0        | 3        | 57       | .070     | .070     | .123     |
| 2020年 | 0        | 0        | 0        | 2        | .000     | .000     | .000     | 3        | 1        | 1        | 64       | .047     | .063     | .078     |
| 2021年 | 0        | 0        | 0        | 4        | .000     | .000     | .000     | 6        | 5        | 8        | 74       | .081     | .149     | .257     |
| 2022年 | 0        | 0        | 0        | 7        | .000     | .000     | .000     | 5        | 8        | 7        | 77       | .065     | .169     | .260     |
| 2023年 | 0        | 0        | 0        | 3        | .000     | .000     | .000     | 8        | 13       | 13       | 99       | .081     | .212     | .343     |
| 通算   | 21       | 23       | 45       | 1171     | .018     | .038     | .076     | 35       | 43       | 50       | 676      | .051     | .115     | .189     |

|      |            | 日付           | 競馬場・開催  | 競走名                 | 馬名               | 頭数 | 人気 | 着順 |
| ---- | ---------- | -------------- | ------------- | ---------------------- | ------------------ | ---- | ---- | ---- |
| 平地 | 初騎乗     | 2009年3月1日   | 2回中山2日5R  | 3歳未勝利              | エアダーミ         | 16頭 | 7    | 5着  |
| 平地 | 初勝利     | 2009年3月29日  | 3回中山2日5R  | 3歳未勝利              | キングヴィオラ     | 18頭 | 1    | 1着  |
| 平地 | 重賞初騎乗 | 2010年11月7日  | 5回東京2日11R | アルゼンチン共和国杯   | マキハタサイボーグ | 18頭 | 18   | 11着 |
| 障害 | 初騎乗     | 2012年2月12日  | 1回東京6日4R  | 障害4歳上未勝利        | バンクーバーリズム | 14頭 | 14   | 中止 |
| 障害 | 初勝利     | 2015年7月19日  | 2回福島6日4R  | 障害3歳上未勝利        | トーセンハナミズキ | 9頭  | 2    | 1着  |
| 障害 | 重賞初騎乗 | 2014年10月13日 | 4回東京3日8R  | 東京ハイジャンプ       | アポロドーロス     | 14頭 | 14   | 11着 |
| 障害 | 重賞初勝利 | 2023年3月11日  | 1回阪神9日8R  | 阪神スプリングジャンプ | ジェミニキング     | 12頭 | 10   | 1着  |
| 障害 | JGI初騎乗  | 2015年4月18日  | 3回中山7日11R | 中山グランドジャンプ   | ミヤコデラックス   | 15頭 | 12   | 9着  |